# Plantación Fairvue
La plantiación Fairvue (en inglés: Fairvue Plantation) fue una plantación antebellum cerca de Gallatin (Tennessee), propiedad de Isaac Franklin. Tras la guerra de Secesión, Charles Reed la convirtió en una granja de caballos, y posteriormente fue adquirida y restaurada por la familia Wemyss. Para 2004, se había transformado en una comunidad de casas de lujo con campo de golf, con varios edificios de su pasado restaurados.

## Historiaantebellum
La Fairvue Plantation fue fundada en 1832 por Isaac Franklin (1789-1846). En 1836, tras una carrera como socio en la mayor empresa de tráfico de esclavos del sur de Estados Unidos (Oficina de Franklin y Armfield), antes de la guerra de Secesión, Franklin pasó a ser un rico plantador. Franklin y su familia dividían su tiempo entre su plantación Fairvue de 2000 acres cerca de Gallatin, Tennessee, en verano, y su finca de varias plantaciones adyacentes en la Parroquia de West Feliciana, Luisiana, conocida como las Plantaciones de Angola, en invierno.
El inventario de las propiedades de Franklin de 1847 enumeraba 138 africanos esclavizados en la Plantación Fairvue. El inventario también enumeraba 276 ovejas, 500 cerdos, 65 cabezas de ganado vacuno y 16 caballos de carreras purasangre. El objetivo principal de Fairvue, más que cultivar algodón o tabaco, era abastecer sus plantaciones de Luisiana con maíz, mulas, tocino y otros productos básicos. Franklin solía enviar maíz desde Fairvue a su finca de Luisiana; sin embargo, no era suficiente.
Bajo la propiedad de Franklin, la finca de Luisiana de aproximadamente 8000 acres estaba compuesta por las plantaciones adyacentes de Angola, Bellevue, Killarney, Loango, Panola y Lochlomond. Cuando los Franklin estaban en Luisiana, se alojaban en una gran residencia en la Plantación Angola. La Plantación Angola estaba en el río Misisipi; y funcionaba principalmente como un bosque, obteniendo sus ganancias de la venta de madera que los barcos de vapor en el río necesitaban como combustible. Sus otras plantaciones en Luisiana eran plantaciones de algodón.
A la muerte de Isaac en 1846, su testamento puso algunos de sus activos en fideicomisos para sus hijos (quienes murieron en la infancia), y Adelicia fue provista hasta que se volvió a casar. Se volvió a casar en 1849 con Joseph Alexander Smith Acklen. El testamento de Isaac estipuló que Fairvue se suponía que se convertiría en una escuela que sería dotada por las plantaciones de Luisiana en algún momento. Después de casarse con Joseph, Adelicia fue a la corte y consiguió que el testamento se declarara nulo. Por lo tanto, ella al menos adquirió las plantaciones de Luisiana, pero Fairvue permaneció en el patrimonio de Isaac con John Armfield como albacea. Sin los ingresos de las plantaciones de Luisiana, la escuela nunca se formó. Incluso sin Fairvue, la herencia de Adelicia del patrimonio de Isaac la convirtió en la mujer más rica de Tennessee. El patrimonio fue valorado en aproximadamente US$750 000.
Incluía:
- Propiedad inmobiliaria de 2000 acres en Fairvue con un valor de US$40 000.[6]
- Bienes personales en la Plantación Fairvue por un valor de US$62 819, que incluían a 138 africanos esclavizados en Fairvue por un valor de US$51 931 de los US$62 819.[6]
- 50 000 acres en Texas con un valor de US$25 000.[6]
- La finca de Luisiana, valorada en aproximadamente US$570 000, incluía siete plantaciones y tierras en Misisipi.[6]

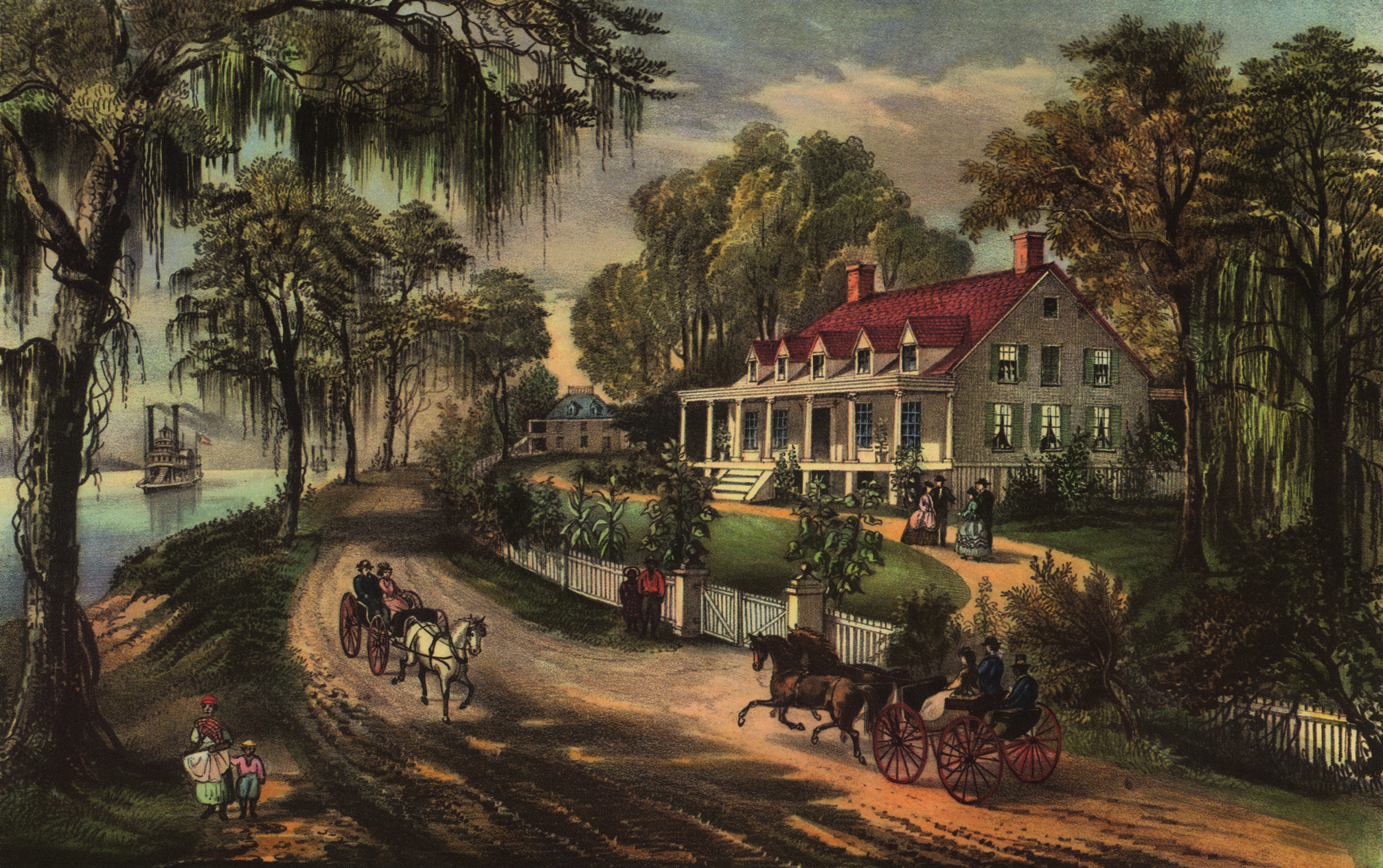
Una representación idílica de una casa como la de la plantación Angola de Adelicia, por Currier e Ives.

Joseph aumentó la fortuna. En Luisiana, la pareja llegó a tener 659 africanos esclavizados trabajando en las 4000 acres mejorados de la finca de aproximadamente 8000 acres de Luisiana, que produjo 3149 fardos de algodón en 1859. Adelicia cambió su residencia de verano de la Plantación Fairvue a su recién creada mansión y finca Belmont cerca de Nashville, Tennessee. El segundo marido de Adelicia, Joseph Acklen, murió de neumonía en la Plantación Angola en 1863.

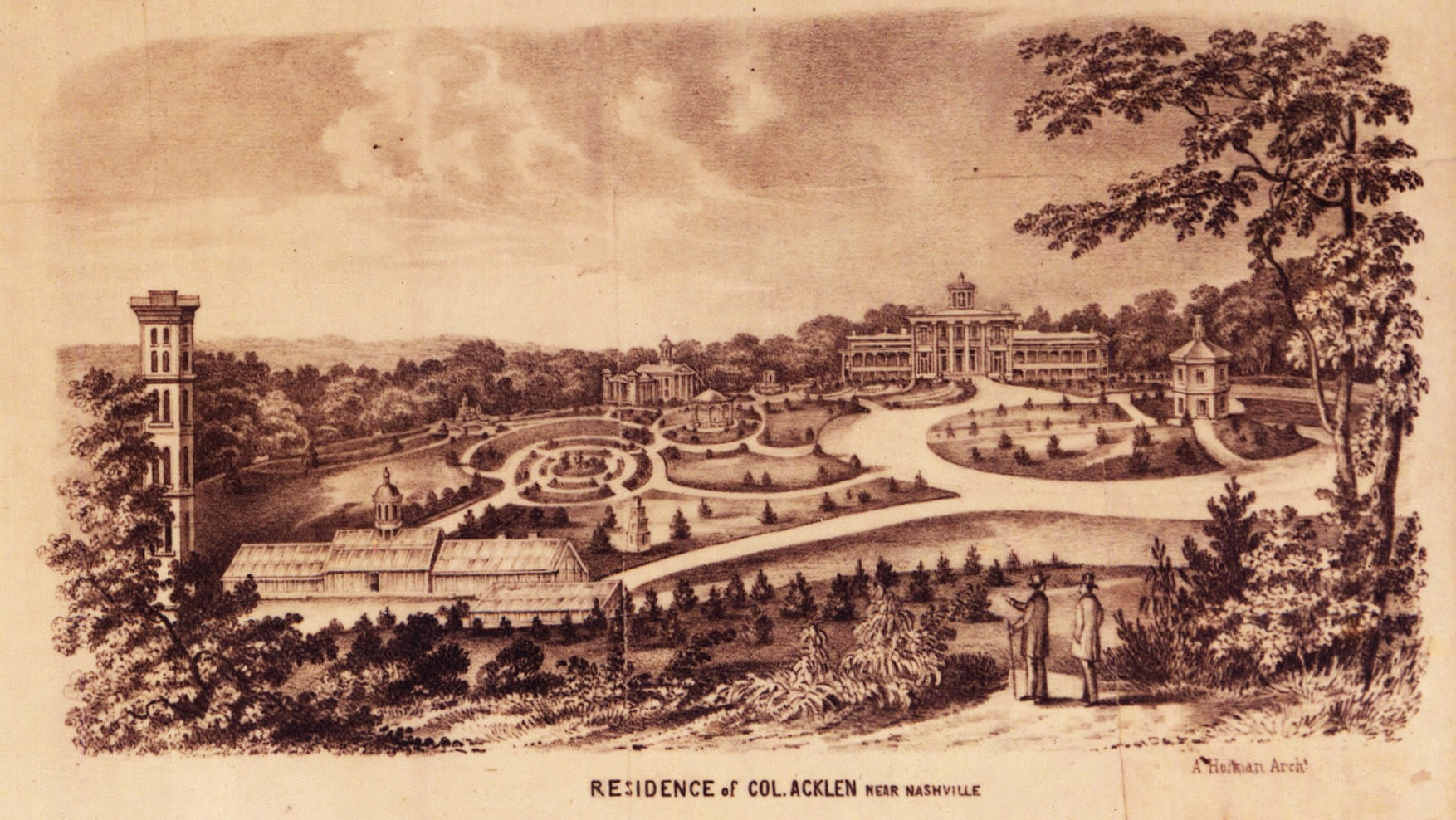
La finca Belmont: residencia del coronel Acklen cerca de Nashville, Tennessee (1860).

En 1863, el esposo de Adelicia había muerto, sus cosechas de algodón de 1861 y 1862 en sus plantaciones de Luisiana todavía estaban almacenadas en Luisiana. Los africanos esclavizados se habían ido porque la guerra de Secesión les permitió ser libres, y la cosecha de algodón de 1863 se estaba pudriendo en los campos. Por lo tanto, en 1864 Adelicia viajó a Luisiana para intentar salvar su algodón. Al convencer a los soldados confederados de que usaría su dinero de la venta de su algodón para ayudarlos, persuadió a los confederados para que la ayudaran a llevar su algodón a Nueva Orleans. En Nueva Orleans, convenció a los soldados de la Unión de que usaría su dinero del algodón para ayudarlos, por lo que abrieron el bloqueo naval para que su algodón se vendiera en Gran Bretaña. Viajó a Gran Bretaña y obtuvo los aproximadamente 800.000 dólares de las ganancias de la venta de sus 2.800 fardos de algodón, para poder evitar que ambos ejércitos obtuvieran el dinero. Esto la dejó una vez más como una mujer muy rica, a pesar de la riqueza que perdió cuando sus aproximadamente 659 africanos esclavizados fueron liberados por la Proclamación de Emancipación.

## Guerra de Secesión y posguerra
En 1869, Adelicia compró Fairvue a John Armfield, albacea de los bienes de Franklin.
Adelicia, quien en 1867 se casó por tercera y última vez con el Dr. William A. Cheatham, se separó de él en 1880 y vendió sus plantaciones de Luisiana por US$100 000, mudándose a Washington D. C., donde murió en 1887. Estas plantaciones finalmente se convirtieron en la Penitenciaría Estatal de Luisiana conocida como Angola.
Aproximadamente en 1882, el banquero neoyorquino y entusiasta de los caballos de carrera Charles Reed compró la plantación Fairvue de 2000 acres por US$50 000 a Adelicia. Reed había cambiado su apellido de Weed a Reed porque su familia neoyorquina lo repudió por dirigir barcos confederados entre Nueva Orleans e Inglaterra. Reed transformó la plantación Fairvue en una granja de cría de caballos de carrera. Reed tenía muchos caballos de carrera famosos en Fairvue. Vendió sus caballos alrededor de 1900 porque se dio cuenta de que estaba gastando demasiado en ellos. Por ejemplo, Reed había comprado al ganador del Derby inglés St. Blaise por US$100 000 en 1882. Vendió Fairvue en 1908 a un sindicato que subdividió sus 2000 acres en granjas más pequeñas.
Durante 20 años después de 1908, Fairvue tuvo una sucesión de propietarios. En 1929, la plantación fue adquirida por Sumner Land Company. Se convirtió en la sede del Grasslands Hunt and Racing Club, un club de caza del zorro y carreras de obstáculos con sesenta a ochenta miembros en granjas, ubicado entre Hendersonville y Gallatin. Se hicieron planes para restaurar la mansión y el resto de la finca, convirtiéndola en una zona recreativa para montar a caballo, cazar y pescar. La Gran Depresión impidió esta restauración de Fairvue. En 1932, Sumner Land Company se declaró en quiebra.
En 1934, tras unos 20 años de abandono, William Wemyss compró la plantación Fairvue. Wemyss fue el fundador de la empresa que se convirtió en Genesco. William se casó con Ellen Stokes Moore en 1939. Ella restauró Fairvue.
En 1956, trescientos veinte acres de Fairvue Farms se inundaron cuando se construyó la presa Old Hickory en el río Cumberland. Esto dejó la mansión en una península.
Fairvue fue nombrado Hito Histórico Nacional en 1977. Quinientas cincuenta acres era el tamaño del monumento histórico de la Plantación Fairvue. Incluía la mansión, tres barracones de esclavos, la casa del capataz, el manantial, el nevero artificial y las ruinas de la bóveda funeraria de Isaac Franklin.
El sitio restante de la plantación Fairvue fue comprado por los desarrolladores alrededor de 1999. Desarrollaron el sitio y lo convirtieron en una comunidad de golf de lujo con más de 400 casas, que se inauguró en 2004. Así, en 2005, se retiró al sitio histórico su estatus de hito histórico debido a un desarrollo que había dañado su integridad histórica.